# Jójakím
Jójakím (hebrejsky: יְהוֹיָקִים‎, Jehojakim), v českých překladech Bible přepisováno též jako Jojakim či Joakim, byl z davidovské dynastie v pořadí sedmnáctý král samostatného Judského království.
Jeho jméno se vykládá jako „Hospodin zvedne“. Tímto jménem byl pojmenován egyptským panovníkem Nékem, jenž ho dosadil na judský trůn místo jeho mladšího bratra Jóachaze. Předtím byl znám pod jménem Eljakím (hebrejsky: אֶלְיָקִים‎, Eljakim, doslova „Bůh dává povstat“), přepisováno též jako Eliakim.
Dle názoru moderních historiků a archeologů král Jójakím vládl asi v letech 608 až 598 př. n. l. Podle kroniky Davida Ganse by však jeho kralování mělo spadat do let 3316–3327 od stvoření světa neboli do rozmezí let 446–434 před naším letopočtem, což odpovídá 11 letům vlády, jak je uvedeno v Tanachu.
Jójakím byl synem krále Jóšijáše a jeho ženy Zebúdy, jež byla dcerou Pedajáše z Rúmy. Na judský trůn usedl ve svých 25 letech, ale stejně jako jeho bratr ani on nijak nenavázal na vladařské úspěchy svého otce. Navíc se mu dostalo za to, že se dopouštěl „toho, co je zlé v Hospodinových očích“, ostré a otevřené kritiky od proroků, zejména Jeremjáše. V průběhu jeho vlády se judské království dostalo do područí babylónského krále Nebúkadnesara. V té době bylo z Jeruzaléma odvedeno do Babylónu množství rukojmí ze vznešených rodin, jako například Daniel a další. Když se po nějaké době Jójakím proti Nebúkadnesarovi vzbouřil, bylo judské království napadeno hordami Kaldejců, Aramejců, Moábců a Amónovců. Jójakím byl zajat a odvlečen do Babylónu; podle Josefa Flavia byl popraven. Místo něj na judský trůn usedl jeho syn Jójakín.